# Atlanta Apollos 1973
Questa pagina raccoglie i dati riguardanti gli Atlanta Apollos nelle competizioni ufficiali della stagione 1973.

## Stagione
La franchigia venne rinominata Atlanta Apollos e, venne affidata a Ken Bracewell, nel duplice ruolo di allenatore e giocatore.
La squadra ottenne solo il terzo ed ultimo posto nella Southern Division, non riuscendo ad accedere alla fase finale del torneo.
La franchigia terminò la sua attività al termine della stagione.

## Organigramma societario
Area direttiva
Area tecnica
- Allenatore: Ken Bracewell

## Rosa
| N. |                        | Ruolo | Calciatore       |
| -- | ---------------------- | ----- | ---------------- |
| 1  | Germania (bandiera)    | P     | Manfred Kammerer |
| 2  | Stati Uniti (bandiera) | D     | Alan Hamlyn      |
| 3  | Inghilterra (bandiera) | D     | John Cocking     |
| 4  | Inghilterra (bandiera) | D     | Mick Hoban       |
| 5  | Inghilterra (bandiera) | D     | Ken Bracewell    |
| 6  | Brasile (bandiera)     | D     | Uriel            |
| 7  | Giamaica (bandiera)    | A     | Art Welch        |
| 8  | Zambia (bandiera)      | A     | Freddie Mwila    |
| 9  | Canada (bandiera)      | C     | Nick Papadakis   |
| 10 | Stati Uniti (bandiera) | A     | Paul Child       |

| N. |                        | Ruolo | Calciatore      |
| -- | ---------------------- | ----- | --------------- |
| 11 | Inghilterra (bandiera) | C     | Dave Metchick   |
| 12 | Inghilterra (bandiera) | P     | John Forrest    |
| 14 | Canada (bandiera)      | C     | Alec Papadakis  |
| 15 | Stati Uniti (bandiera) | D     | Steve Twellman  |
| 16 | Scozia (bandiera)      | C     | Danny Paton     |
| 17 | Stati Uniti (bandiera) | D     | Jeff Solem      |
| 18 | Stati Uniti (bandiera) | D     | Kevin Howe      |
| 19 | Zambia (bandiera)      | A     | Emment Kapengwe |
|    | Inghilterra (bandiera) | A     | Gregory Fellows |
|    | Stati Uniti (bandiera) | D     | Wally Ziaja     |